# Bartolomé Bennassar
Bartolomé Bennassar   (Nimes, 8 d'abril de 1929 - Tolosa, 8 de novembre de 2018) fou un escriptor i historiador francès, especialitzat en la història d'Espanya durant l'època moderna i en la història d'Amèrica Llatina. També fou un reconegut crític taurí. És professor emèrit d'història contemporània a la Universitat de Tolosa-Joan Jaurés (antiga Universitat de Tolosa-Lo Miralh).
Va estudiar a les Universitats de Montpeller i Tolosa de Llenguadoc (1949); va ser professor de Secundària a diversos liceus (1950-1955) i becari resident a la Casa de Velázquez (Madrid, 1955-56). Fou professor i catedràtic d'Història Moderna a la Universitat de Tolosa de Llenguadoc (1956-1990), de la qual fou rector (1978-1980) i professor visitant a Oxford (1973). Ha impartit conferències per Europa, Amèrica i Àfrica. Doctor Honoris causa per la Universitat de Valladolid, posseeix la Gran Creu de l'Orde d'Alfons X el Savi i el Gran Premi d'Història de l'Acadèmia Francesa pel conjunt de la seva obra (2005). Des de 1998 és membre del Consistori de Tolosa.
Va escriure biografies de Francisco Franco, Hernán Cortés i Joan d'Àustria i estudià especialment el Segle d'Or espanyol; va ser un dels primers a revisar el concepte antic que de la Inquisició espanyola es tenia, llastrat per la Llegenda negra. A més d'historiador, es dedicà a la literatura escrivint diverses novel·les.
Des de 1982 fou membre corresponent de la Reial Acadèmia de la Història de Madrid.

## Publicacions
- (castellà) La América espanola y portuguesa, siglo XVI a XVIII, Madrid, Akal., 1980.
- L'Histoire des Espagnols, Paris, Armand Colin, 1985.
- 1492. Un monde nouveau?, amb Lucile Bennassar, Paris, Perrin, 1991. Rééd. 2013
- Histoire de la Tauromachie, Paris, éditions Desjonquères, 1993, ISBN 2-904227-73-3 réédition 2002, ISBN 2-84321-046-1.[4]
- Le Voyage en Espagne: anthologie des voyageurs français et francophones du XVIe au XIXe siècle, Lucile et Bartolomé Bennassar, Paris, Robert Laffont, coll. « Bouquins », 1998, ISBN 2-221-08078-5, 1312 pages.[4]
- La Carrera de Indias : Histoire du commerce hispano-américain XVIe-XVIIIe siècles), Antonio García-Baquero Gonzalez et Bartolomé Bennassar, Paris, Éditions Desjonquères, 1997, ISBN 2843210038, 256 pages.
- Cortés le conquérant de l'impossible, Paris, Éditions Payot, 2001, ISBN 2228894753, 356 pages.
- Le XVIe, 3e édition, Paris, Armand Colin, 1997 (amb Jean Jacquart).
- Chrétiens et Musulmans à la Renaissance, Actes du 37e colloque international du CESR, sous la direction de Bartolomé Bennassar et Robert Sauzet, éditions Honoré Champion, 1998.[5]
- Franco, Paris, Perrin, 1995 et 2002.
- Franco, Enfance et adolescence, Éditions Autrement, 1999.
- L'inquisition espagnole 15 - 19 siècles, Paris, Hachette, collection « Pluriel », 2002, réédition 2009, ISBN 2012705421, 382 pages.
- Les Chrétiens d'Allah. L'histoire extraordinaire des renégats, XVI-XVIIe, avec Lucile Bennassar, Paris, 1989, prix XVIIe siècle en 1991. Réédition Librairie académique Perrin, Paris, 2006, ISBN 2262024227, 595 pages.
- Le Temps de l'Espagne, sp XVIe XVIIe, avec Bernard Vincent, Paris, Hachette, 2001, ISBN 2-01-279022-4, rééd. 2010, ISBN 9782012705579, 250 pages.
- (castellà) Don Juan de Austria. Un Héroe para un imperio. Madrid: Temas de Hoy, 2004. ISBN 9788484603757
- Le Lit, le pouvoir et la mort : Reines et Princesses d'Europe de la Renaissance aux Lumières, Paris, De Fallois, 2006, ISBN 2877066053, 270 pages.
- Histoire du Brésil 1500 -2000, Paris, Librairie Arthème Fayard, 2000, avec Richard Marin.
- La Guerre d'Espagne et ses lendemains, Paris, Perrin, 2004, ISBN 2262020019.
- Vélasquez : une vie, Paris, De Fallois, 2010, ISBN 9782877067300, 330 pages.
- Histoire de Madrid, Paris, Perrin, 2013, ISBN 978-2-262-03445-0.